# Pussy Riot

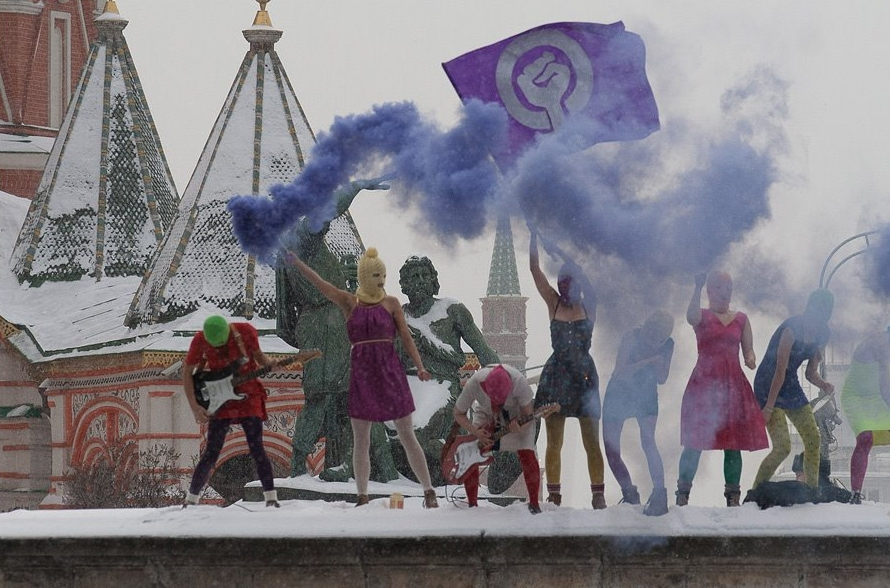
Happening na placu Czerwonym w Moskwie 20 stycznia 2012

Pussy Riot – rosyjska grupa feministyczna, przedstawiająca swoje poglądy przy użyciu języka i formy wypowiedzi, wzorowanych na całokształcie estetyki i kultury punk, a także na ruchu feministycznym Riot Grrrl.
Grupa znana jest z protestów politycznych i prowokacji obyczajowych. Występy grupy mają formę nielegalnych akcji i happeningów w rozmaitych, najczęściej niekonwencjonalnych miejscach: na stacjach metra, dachach trolejbusów, na placu Czerwonym, a także w drogich butikach odwiedzanych przez rosyjską klasę wyższą. Rosyjską opinię publiczną grupa prowokuje także wulgarnym językiem.

## Nazwa
Inspiracją dla nazwy Pussy Riot była nazwa amerykańskiego ruchu Riot Grrrl, walczącego przeciwko przemocy wobec kobiet i o ich prawa w polityce. Z powodu wielu znaczeń składników nazwy można ją tłumaczyć na język polski jako Bunt Cipek, ale też jako Bunt Kotków.

## Członkinie

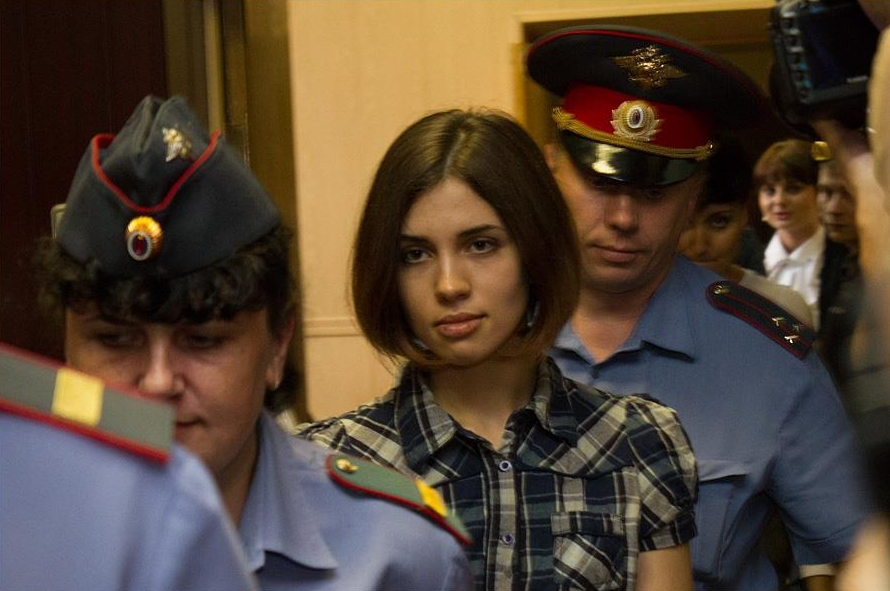
Nadieżda Tołokonnikowa

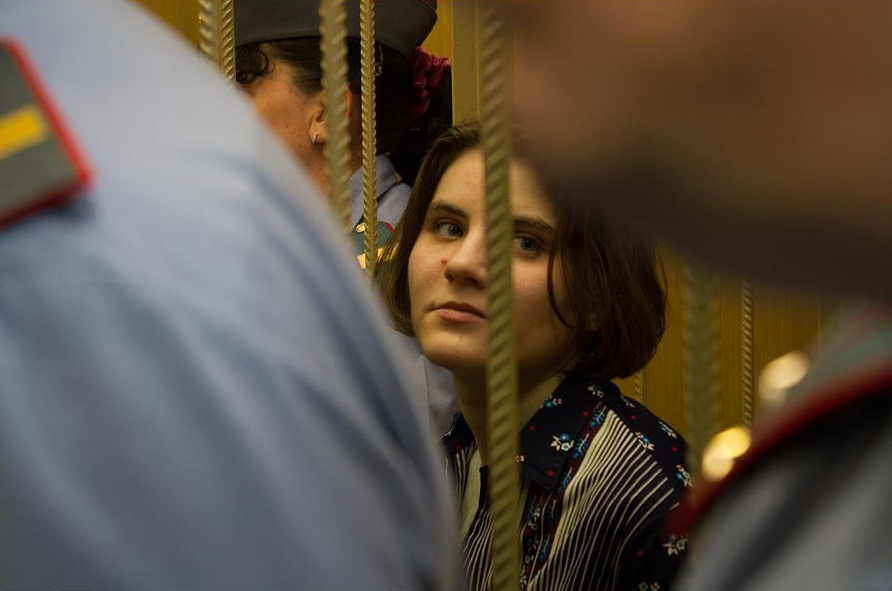
Jekatierina Samucewicz

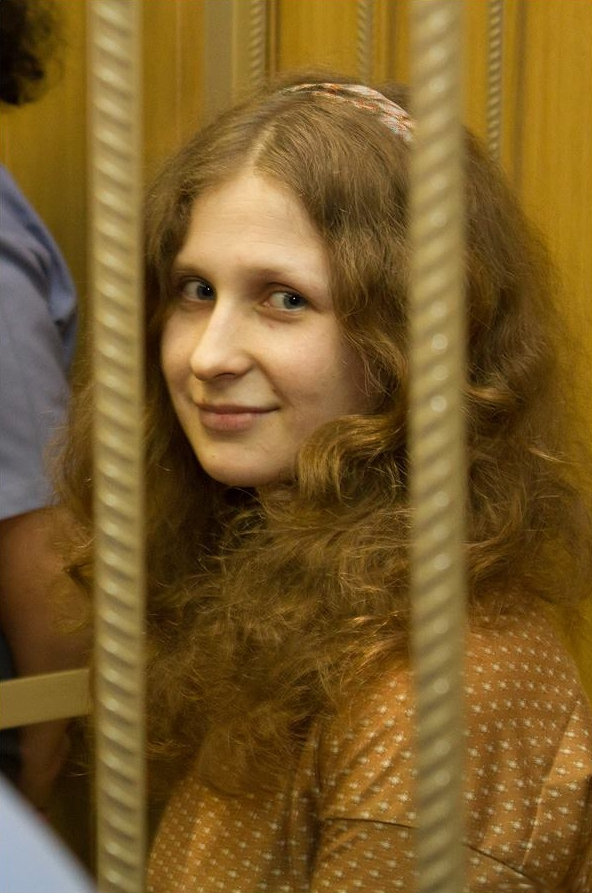
Marija Alochina

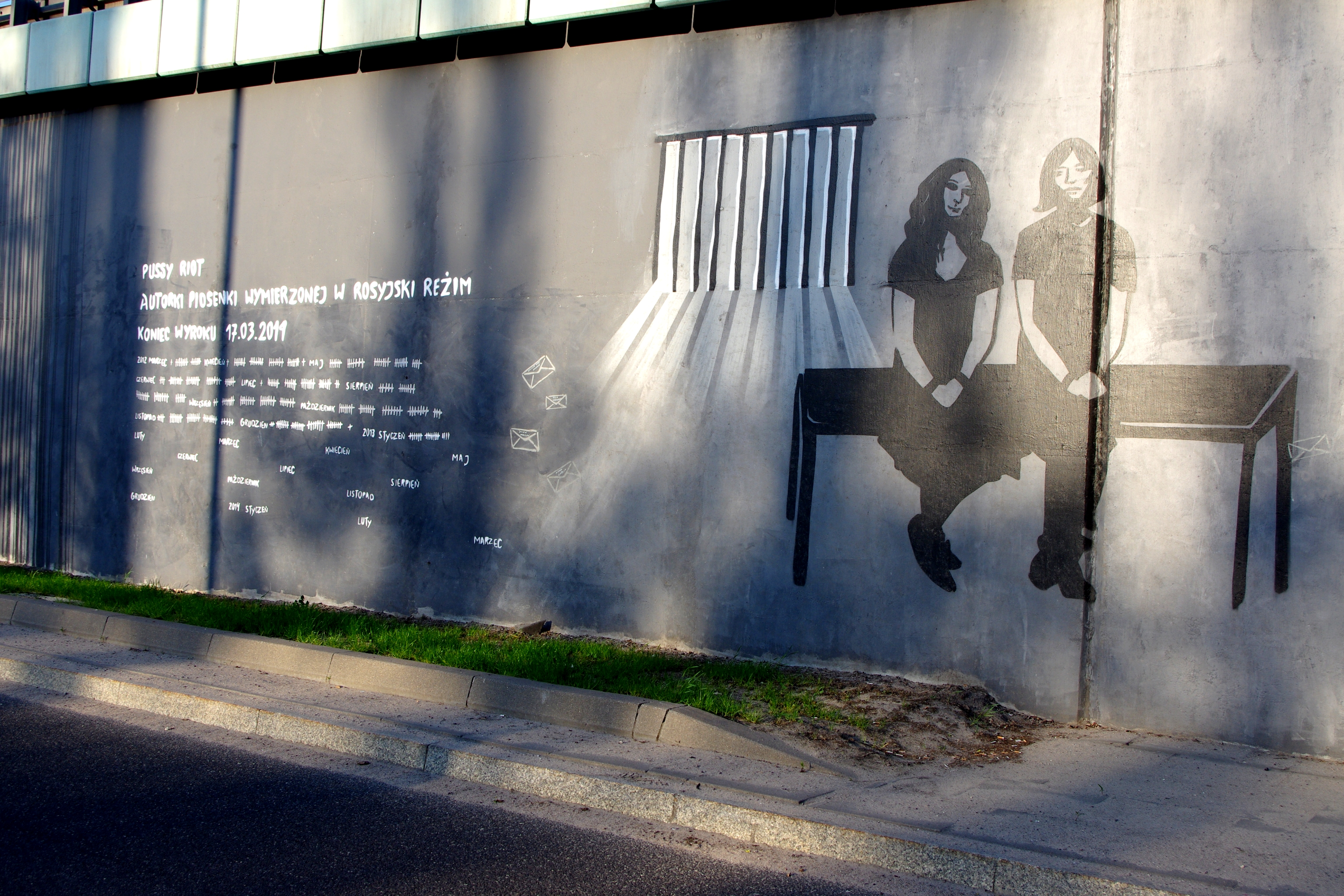
Mural Kalendarze empatii na ścianie przy skrzyżowaniu ulicy Górczewskiej i alei Prymasa Tysiąclecia w Warszawie, prezentujący osoby uznane przez Amnesty International za tzw. więźniów sumienia. Fragment z wizerunkiem działaczek z Pussy Riot

Zespół powstał w październiku 2011. Członkinie grupy (jest ich kilkanaście, a zespół nie ma stałego składu) występują pod pseudonimami (Bałakława, Błondi, Bożża, Garadża, Kot, Mańko, Pochlobka, Sierafima, Terminator, Tiuria, Szajba, Szlapa, Szumacher). Nie mają formalnej liderki, w grupie nie obowiązuje żadna hierarchia, a jej członkinie nie ujawniają swoich prawdziwych imion i nazwisk. Znane są imiona i nazwiska trzech kobiet, sądzonych i skazanych w sierpniu 2012 za chuligaństwo motywowane nienawiścią religijną w czasie akcji w soborze Chrystusa Zbawiciela – są to Marija Alochina, Jekatierina Samucewicz i Nadieżda Tołokonnikowa. Za nieformalną przywódczynię grupy uchodzi ta ostatnia, związana wcześniej z grupą Wojna.
Zarówno w czasie występów, jak i podczas kontaktów z mediami, członkinie grupy noszą barwne kominiarki, zakrywające im całkowicie twarze i – niezależnie od pogody – lekkie sukienki i kolorowe rajstopy. Grupa nie jest zamknięta i stara się o pozyskanie nowych członkiń. Zespół współtworzą osoby zajmujące się fotografowaniem i filmowaniem występów oraz edycją przygotowanych materiałów.

## Poruszane problemy
W swojej twórczości grupa porusza problem braku równych praw płci, wytyka zakłamanie współczesnych władz, sprzeciwia się wszelkiego rodzaju dyskryminacji, m.in. wspiera ruchy LGBT. Postuluje wolność w sferze gender i ostro krytykuje seksizm. Jak deklarują w wywiadach, ich marzeniem jest wprowadzenie socjalizmu w stylu skandynawskim. Obiektem krytyki Pussy Riot jest ich zdaniem ograniczona wolność wyborów w Rosji. Jedną z głównych postaci poddawanych krytyce jest Władimir Putin, ale również Dmitrij Miedwiediew. Putinowi grupa zarzuca seksizm i wspieranie systemu patriarchalnego.

## Występy

### Pierwsze występy
Nadieżda Tołokonnikowa w 2008 uczestniczyła w happeningu, w którym kilka par uprawiało seks w Państwowym Muzeum Biologicznym w Moskwie, w proteście przeciwko wyborowi na prezydenta Dmitrija Miedwiediewa, wskazanego przez Władimira Putina, i polityce rządu, który pieprzy ludzi.
Po raz pierwszy Pussy Riot wystąpiły publicznie w październiku 2011, gdy na kilku stacjach metra w Moskwie wykonały utwór Wyzwól bruk, w którym nawiązując do protestów w Egipcie, zachęcały do zrobienia z placu Czerwonego drugiego Tahriru.
14 grudnia 2011 na dachu budynku aresztu śledczego w Moskwie, w którym zatrzymano uczestników mityngu zorganizowanego na znak protestu przeciw wynikowi wyborów do Dumy, grupa wykonała piosenkę Śmierć więzieniu, wolność dla protestu (ros. «Смерть тюрьме, свободу протесту»).
W styczniu 2012 na placu Czerwonym w Moskwie członkinie Pussy Riot wykonały piosenkę o Putinie, który narobił w spodnie po opozycyjnych wystąpieniach, a dwie z nich zostały ukarane grzywnami w wysokości 500 rubli za naruszenie przepisów o wiecach i zgromadzeniach.

### Wydarzenia w soborze Chrystusa Zbawiciela w Moskwie i ich konsekwencje
21 lutego 2012 pięć członkiń grupy weszło do prawie pustego soboru Chrystusa Zbawiciela w Moskwie i przed ikonostasem wykonała piosenkę Bogurodzico, przegoń Putina, w której skrytykowała powiązania hierarchów Rosyjskiego Kościoła Prawosławnego ze specsłużbami i Putinem. Nowo wybrany prezydent Putin zwrócił się wkrótce potem z przeprosinami do wiernych i kleru Cerkwi prawosławnej.
Dwie członkinie grupy w wieku 22 i 23 lat, podejrzane o udział w akcji, zostały wkrótce potem aresztowane; 18 marca 2012 przedłużono im areszt niemal do końca kwietnia 2012; były przetrzymywane w areszcie aż do głównej rozprawy. Przed budynkiem sądu obradującego nad przedłużeniem aresztu pikietowali zarówno zwolennicy, jak i przeciwnicy grupy. Pełnomocnik rządu do spraw praw człowieka, Władimir Łukin, zasugerował rezygnację z przetrzymywania podejrzanych w areszcie. Prokuratura, przygotowując oskarżenie, rozważała zastosowanie § 213 rosyjskiego kodeksu karnego, kwalifikującego akcję jako chuligaństwo o charakterze przestępczości zorganizowanej, za co grozi do siedmiu lat pozbawienia wolności. Zdaniem adwokatów aresztowanych członkiń grupy zastosowano błędną kwalifikację prawną zarzucanego czynu, gdyż nie uszkodzono mienia ani nikt nie odniósł szkód na ciele i zdrowiu. W rosyjskich mediach wspominano często w tym kontekście pojęcie obrazy uczuć religijnych osób wierzących.
W połowie marca 2012 aresztowano trzecią członkinię grupy. Ukarania aktywistek domagał się osobiście patriarcha Cyryl, który twierdził, że katedra została zbezczeszczona. Nieliczni duchowni prawosławni wystąpili w obronie zespołu. Obrońcy grupy uważają, że zarzut urażenia uczuć innych osób był jedynie pretekstem do wymierzenia kary za krytykę władzy.
W Dzień Kobiet 8 marca 2012 w wielu miastach świata zorganizowano akcje protestu przeciw aresztowaniu członkiń grupy. Seria pikiet miała miejsce między innymi w Moskwie, Petersburgu, Jekaterynburgu, Tomsku, Nowosybirsku, Kijowie, Berlinie, Paryżu, Pradze, Wiedniu, Nowym Jorku, Tel-Awiwie. Międzynarodowa organizacja Human Rights Watch nazwała proponowany wymiar kary całkowicie niewspółmiernym działaniem.
Dla aresztowanych członkiń grupy (Marija Alochina, Jekatierina Samucewicz i Nadieżda Tołokonnikowa) prokurator zażądał kary trzech lat pozbawienia wolności. 17 sierpnia 2012 sędzia Marina Syrowa, orzekająca w Sądzie Rejonowym w Moskwie-Chamownikach, uznała je za winne chuligaństwa motywowanego nienawiścią religijną. Dwie członkinie (Marija Alochina i Nadieżda Tołokonnikowa) zostały ostatecznie skazane na dwa lata pozbawienia wolności z nakazem odbywania kary w kolonii karnej o zwykłym rygorze, lecz wyszły na wolność 23 grudnia 2013, cztery miesiące przed końcem kary, dzięki amnestii zaaprobowanej przez Dumę Państwową.

### Serial House of Cards
Nadieżda Tołokonnikowa i Marija Alochina wystąpiły w trzecim odcinku trzeciego sezonu serialu House of Cards produkcji Netflix.

## Film dokumentalny
21 października 2013 roku wszedł na ekrany film dokumentalny „Pussy Riot: A Punk Prayer”, wchodzący do grona 15 kandydatów nominowanych do Oskara w kategorii najlepszego dokumentu. Szef wydziału kultury samorządu moskiewskiego, Siergiej Kapkow, skierował list do dyrekcji stołecznego teatru „Gogol Centrum”, w którym domagał się odwołania pokazu filmu o zespole Pussy Riot, zwracając uwagę, że teatr ten jest państwową instytucją kulturalną, finansowaną z budżetu Moskwy, która nie powinna być kojarzona z kontrowersyjnymi osobami.

## Koncert Amnesty International
6 lutego 2014 roku na koncercie Amnesty International w Nowym Jorku Masza Alochina i Nadia Tołokonnikowa zostały zaprezentowane osiemnastotysięcznej widowni przez Madonnę. Nadia powiedziała na scenie: 

Nie zapomnimy i nie wybaczymy naszym władzom tego, co robią ze swoimi obywatelami. Dlatego żądałyśmy i będziemy żądać Rosji bez Putina. I żądamy wolnej Rosji!

Występ na koncercie spowodował reakcję pozostałych członkiń Pussy Riot. Maria Alochina i Nadieżda Tołokonnikowa zostały wyrzucone z zespołu. W otwartym liście na blogu Pussy Riot napisano, że Alochina i Tołokonnikowa „zapomniały o aspiracjach i ideałach zespołu” i Pussy Riot to zespół wierny „lewicowej i antykapitalistycznej ideologii”, a one tymczasem zajmują się tylko prawami więźniów.

## Pobicie w Soczi
19 lutego 2014 w Soczi podczas olimpiady zimowej grupa mężczyzn w strojach kozaków przeszkodziła w drugiej próbie zespołu nagrania wideo Putin nauczy cię ojczyznę kochać. Napastnicy pobili uczestników grupy pałkami i biczami, jedna osoba została przewieziona do szpitala. Przybyła na miejsce zdarzenia policja nikogo nie zatrzymała.

## Incydent podczas mundialu
15 lipca 2018, w drugiej połowie finałowego meczu Mistrzostw Świata w Piłce Nożnej, na murawę stadionu Łużniki w Moskwie wtargnęły cztery osoby, przez co mecz musiał zostać chwilowo przerwany. Reuters zidentyfikował jedną z tych osób jako Olgę Kuracziową, członkinię Pussy Riot. Grupa wzięła na siebie odpowiedzialność za incydent, wydając oficjalne komunikaty w mediach społecznościowych.